# Tzedek ve-Shalom

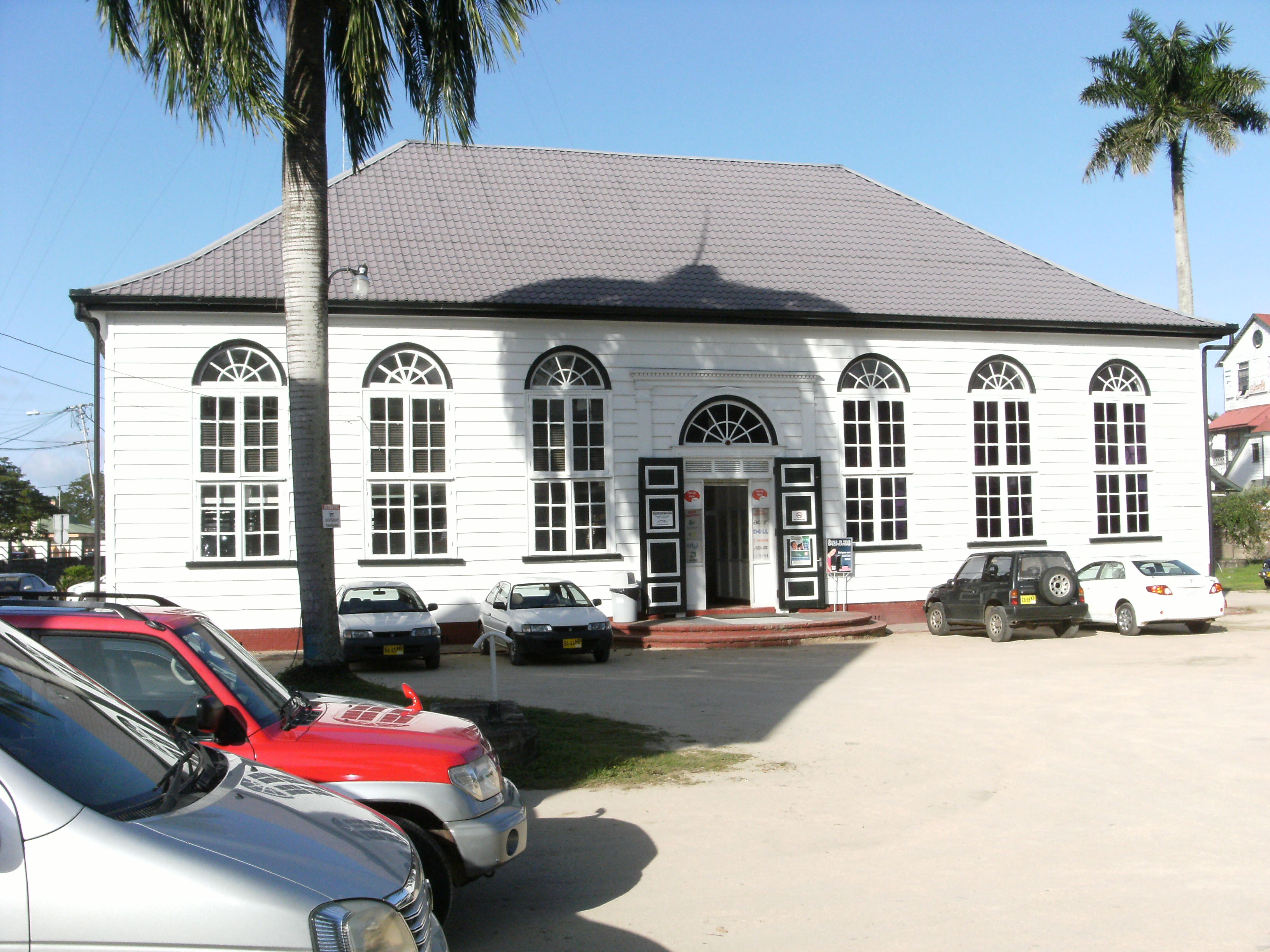
De voormalige synagoge

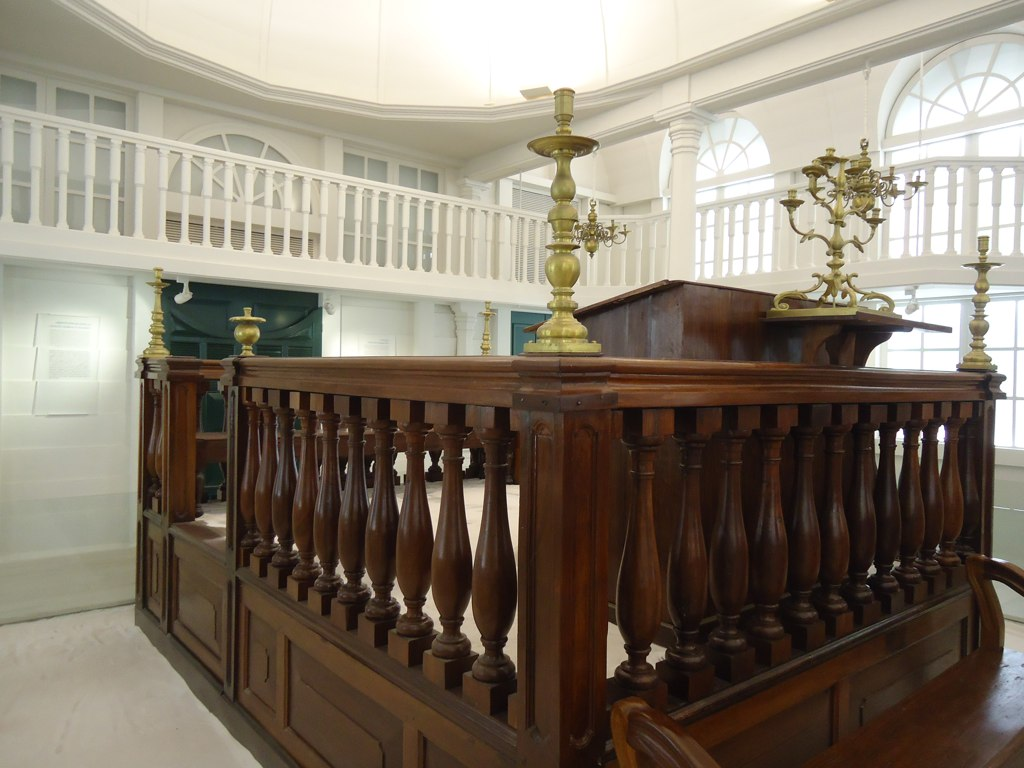
Interieur in het Israel Museum in Jeruzalem

Tzedek ve-Shalom ook geschreven als Zedek ve Shalom, ('Vrede en Gerechtigheid') is een voormalige synagoge in Paramaribo, Suriname. Zij werd gebouwd in 1736 voor de Sefardische Joodse gemeenschap. De synagoge was in gebruik tot 1999, toen de resterende Joodse gemeenschap samenging in de Neveh Shalom Synagoge. Het gebouw wordt rond 2018 gebruikt als een computerreparatiewerkplaats. Het interieur is opgenomen in de collectie van het Israël Museum in Jeruzalem.
Het bouwwerk is geïnspireerd op de Portugees-Israëlietische Synagoge in Amsterdam. Het witgeschilderde houten gebouw is in neoclassicistische stijl gebouwd met gebogen ramen. Het heeft een grote "Basilica"-achtige hal met een tevah, tegenover de heikhal (Torah ark). De decoratie omvat koperen kroonluchters uit Nederland. Het gebouw heeft een zandvloer.